# Gene Ramey
Gene Ramey (Austin (Texas), 4 april 1913 - 8 december 1984) was een Amerikaanse contrabassist in de jazz (swing en bop).
Ramey speelde aanvankelijk trompet, later sousafoon. Nadat hij in 1932 naar Kansas City verhuisd was, leerde hij bas spelen bij Walter Page. daarna werkte hij met locale groepen. Van 1938 tot 1943 speelde hij bij het orkest van Jay McShann. In 1944 vertrok hij naar New York, waar hij speelde met onder andere Lester Young, Count Basie, Ben Webster, Coleman Hawkins, Charlie Parker (eveneens een voormalig bandlid van Jay McShann), Hot Lips Page, Horace Silver, Thelonious Monk (als lid van Monk’s eerste trio in 1947, met drummer Art Blakey) en Miles Davis. In de jaren 50 werkte hij onder meer voor Count Basie en Eartha Kitt. In 1953 behoorde hij tot de eerste Jazz Messengers van Art Blakey en Horace Silver. In 1955 trad hij met Lee Konitz en Lennie Tristano op (opnames hiervan kwamen uit op Atlantic Records onder de titel "Lennie Tristano - Live at the Confucius Restaurant"). In 1959 en 1961 toerde hij in Europa met Buck Clayton, later dat decennium speelde hij met uiteenlopende musici als Muggsy Spanier, Teddy Wilson, Dick Wellstood, Jimmy Rushing en Eddie Vinson, tevens toerde hij met McShann in Europa (1969 en 1979). In 1976 keerde hij terug naar Texas, waar hij af en toe speelde en als leraar actief was.

## Discografie
Met Count Basie
- Basie Jazz (Clef Records, 1952 [1954])
- The Swinging Count! (Clef 1952 [1956])

Met Stan Getz
- Stan Getz Quartets (Prestige Records, 1949-50 [1955])

Met Illinois Jacquet
- Groovin' with Jacquet (Clef, 1951-53 [1956])

Met Zoot Sims
- The Brothers (Prestige, 1949) - with Stan Getz

Met Teddy Wilson
- I Got Rhythm (Verve Records, 1956)